# Uperoleia orientalis
Espèce
Synonymes
- Glauertia orientalis Parker, 1940

Statut de conservation UICN

 DD  : Données insuffisantes
Uperoleia orientalis est une espèce d'amphibiens de la famille des Myobatrachidae.

## Répartition
Cette espèce est endémique du centre du Territoire du Nord en Australie. Elle se rencontre jusqu'à 200 m d'altitude,.

## Publication originale
- Parker, 1940 : The Australasian frogs of the family Leptodactylidae. Novitates Zoologicae, vol. 42, no 1, p. 1-107 (texte intégral).